# Championnat d'Australie de hockey sur glace
L’Australia Ice Hockey League est la ligue de hockey sur glace d'Australie. L'AIHL est une ligue semi-professionnelle ; deux anciens joueurs de la Ligue nationale de hockey, Steve McKenna et Rob Zamuner, y ont cependant joué (respectivement, été 2005 et 2006). Les huit clubs de la ligue se disputent la Coupe Goodall, qui, ayant été remise pour la première fois en 1910, fait partie des trophées le plus vieux du monde du hockey, après la prestigieuse Coupe Stanley et la Coupe Allan. Cette version du championnat date de 2000.

## Équipes
- Adelaide Adrenaline
- Canberra Brave
- Newcastle Northstars
- Sydney Ice Dogs
- Sydney Bears
- Melbourne Ice
- Melbourne Mustangs
- Perth Thunder
- Brisbane Lightning
- Central Coast Rhinos

## Structure
La Ligue australienne de hockey sur glace est une association sportive semi-professionnels qui rassemble des franchises de hockey sur glace de l'Australie. Chaque année, la LAHG organise une compétition entre ses 10 équipes. Il y a en premier temps la saison régulière qui s'échelonne sur 26 parties et par la suite, il y a les séries finales qui durent environ une semaine. Les dix équipes sont séparées en deux divisions qui comptent chacune 5 franchises. La répartition des équipes au sein des divisions est la suivante :
| Division Hellyer   | Division Rurak       |
| ------------------ | -------------------- |
| Sydney Ice Dogs    | Adelaide Adrenaline  |
| Melbourne Mustangs | Brisbane Lightning   |
| Perth Thunder      | Canberra Brave       |
| Melbourne Ice      | Newcastle Northstars |
| Sydney Bears       | Central Coast Rhinos |

## Palmarès de la Coupe Goodall

### Entre 1909 et 2023
| - 1909 - Victoria - 1910 - Victoria - 1911 - New South Wales - 1912 - New South Wales - 1913 - Victoria - 1914 - Non disputé - 1915 - Non disputé - 1916 - Non disputé - 1917 - Non disputé - 1918 - Non disputé - 1919 - Non disputé - 1920 - Non disputé - 1921 - New South Wales - 1922 - Victoria - 1923 - New South Wales - 1924 - New South Wales - 1925 - New South Wales - 1926 - New South Wales - 1927 - New South Wales - 1928 - New South Wales - 1929 - New South Wales - 1930 - New South Wales - 1931 - New South Wales - 1932 - New South Wales - 1933 - New South Wales - 1934 - New South Wales - 1935 - New South Wales - 1936 - New South Wales - 1937 - New South Wales - 1938 - New South Wales - 1939 - New South Wales - 1940 - Non disputé - 1941 - Non disputé | - 1942 - Non disputé - 1943 - Non disputé - 1944 - Non disputé - 1945 - Non disputé - 1946 - Non disputé - 1947 - Victoria - 1948 - New South Wales - 1949 - Victoria - 1950 - New South Wales - 1951 - Victoria - 1952 - Victoria - 1953 - Victoria - 1954 - Victoria - 1955 - Non disputé - 1956 - Non disputé - 1957 - Non disputé - 1958 - Non disputé - 1959 - Non disputé - 1960 - Non disputé - 1961 - Victoria - 1962 - Victoria - 1963 - New South Wales - 1964 - New South Wales - 1965 - Victoria - 1966 - Victoria - 1967 - Victoria - 1968 - Victoria - 1969 - New South Wales - 1970 - New South Wales - 1971 - New South Wales - 1972 - Victoria - 1973 - Victoria - 1974 - Victoria | - 1975 - Victoria - 1976 - Victoria - 1977 - Queensland - 1978 - Victoria - 1979 - Victoria - 1980 - New South Wales - 1981 - New South Wales - 1982 - Victoria - 1983 - New South Wales - 1984 - New South Wales - 1985 - New South Wales - 1986 - South Australia - 1987 - South Australia - 1988 - New South Wales - 1989 - New South Wales - 1990 - South Australia - 1991 - South Australia - 1992 - New South Wales - 1993 - Non disputé - 1994 - New South Wales - 1995 - South Australia - 1996 - New South Wales - 1997 - South Australia - 1998 - Australian Capital Territory - 1999 - New South Wales - 2000 - Adelaide Avalanche - 2001 - Adelaide Avalanche - 2002 - Sydney Bears - 2003 - Newcastle North Stars - 2004 - Sydney Ice Dogs - 2005 - Newcastle North Stars - 2006 - Newcastle North Stars - 2007 - AIHL Bears | - 2008 - Newcastle North Stars - 2009 - Adelaide Adrenaline - 2010 - Melbourne Ice - 2011 - Melbourne Ice - 2012 - Melbourne Ice - 2013 - Sydney Ice Dogs - 2014 - Melbourne Mustangs - 2015 - Newcastle North Stars - 2016 - Newcastle North Stars - 2017 - Melbourne Ice - 2018 - CBR Brave - 2019 - Sydney Bears - 2020 - Non disputé - 2021 - Non disputé - 2022 - CBR Brave - 2023 - Melbourne Mustang |

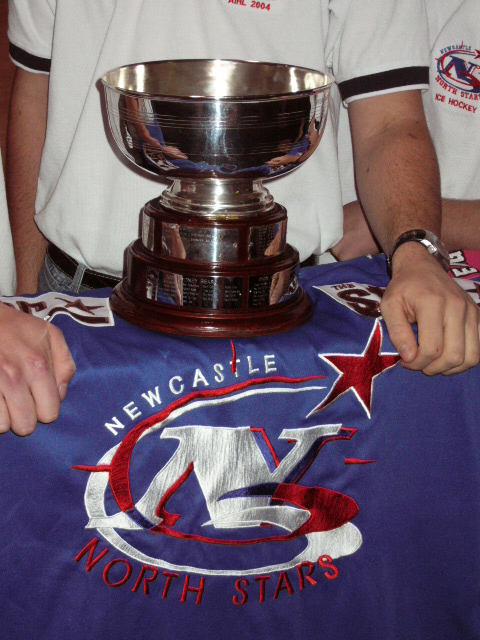
La coupe Goodal